# Istrië (schiereiland)
Istrië (Kroatisch en Sloveens: Istra, Italiaans: Istria, Duits: Istrien) is het grootste schiereiland in de Adriatische Zee. Het schiereiland ligt in het noorden van de Adriatische Zee, tussen de Golf van Triëst en de Kvarner.
Het schiereiland wordt gedeeld door Kroatië, Slovenië en Italië. Het grootste gedeelte behoort tot Kroatië, voornamelijk tot de provincie Istrië (Kroatisch: Istarska županija, Italiaans: Regione istriana) en voor een klein gedeelte tot de provincie Primorje-Gorski Kota (Kroatisch: Primorsko-goranska županija).
Een klein deel in het noorden van Istrië behoort tot de Sloveense regio Primorska. Hier liggen de kustplaatsen en havensteden Izola (Isola), Piran (Pirano), Portorož (Portorosa), Ankaran (Ancarano) en Koper (Capodistria), waarvan Koper de enige commerciële haven is.
De gemeente Muggia (Sloveens: Milje) vormt het Italiaanse gedeelte van Istrië.
Istrië trekt vanouds veel toeristen. Bekende personen als Dante, Jules Verne, James Joyce en Robert Koch bezochten het gebied.

## Geschiedenis

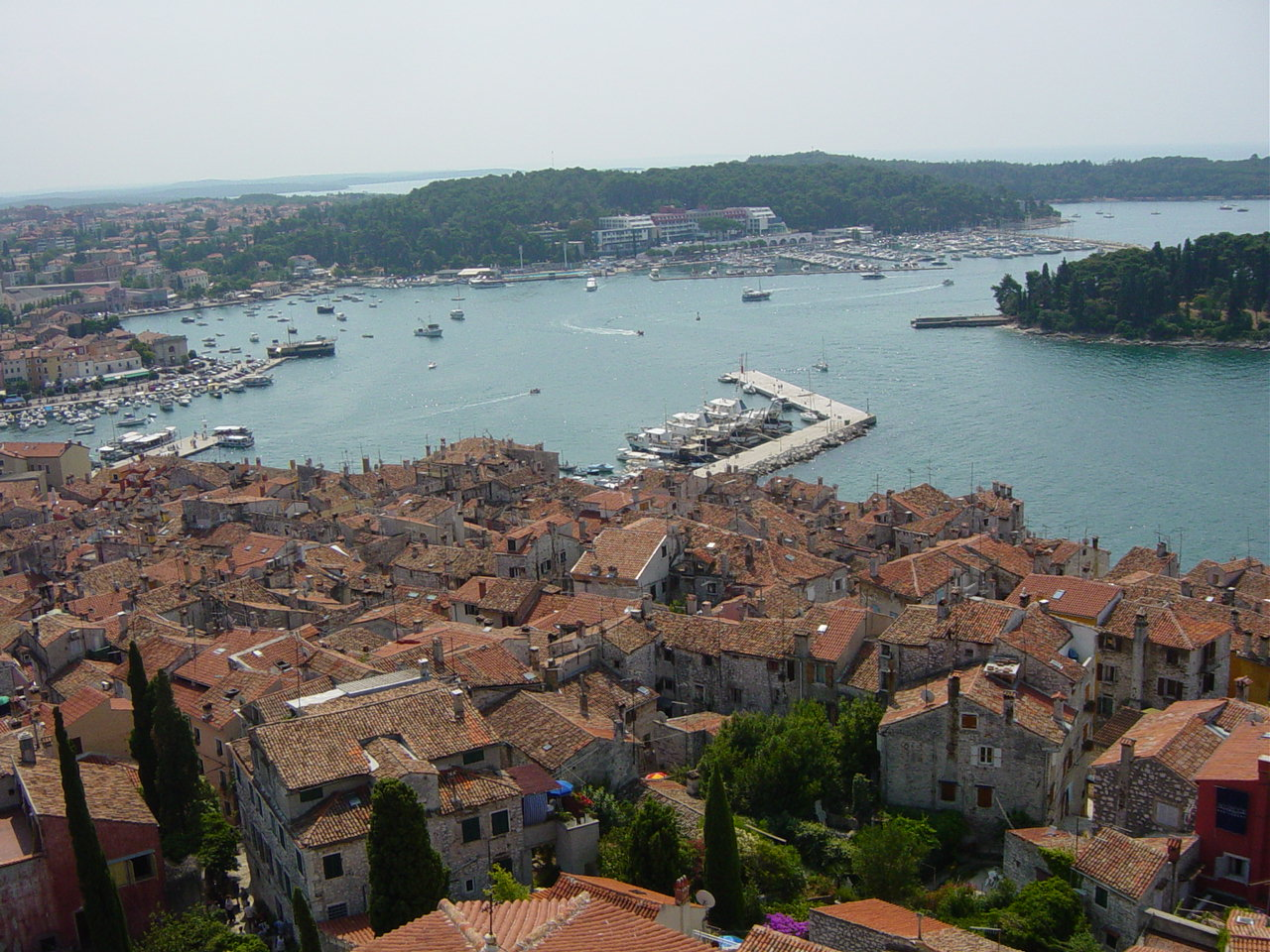
Venetiaanse invloeden in Rovinj

De naam Istrië komt van Histri, de naam van een Illyrische stam. Strabo noemde hen als de bewoners van deze landstreek. De Romeinen beschreven hen als een woeste stam van piraten, voor wie de rotsige kust een natuurlijke bescherming bood. In 117 v.Chr., na twee oorlogen, wisten de Romeinen deze stam onder hun gezag te brengen.
Na de val van het West-Romeinse Rijk plunderden de Goten en de Langobarden de regio. De regio was een doorgangsgebied voor vele volkeren, vanuit het oosten op weg naar Italië. Ze is daardoor altijd etnisch gemengd geweest met een Italische, en later Italiaanse dominantie. Het gebied werd in de achtste eeuw door de Frankische heersers onder hun gezag gebracht als onderdeel van het markgraafschap Verona. Rond het jaar 1000 ontwikkelde Venetië zich tot een onafhankelijke stadstaat die de Dalmatische kusten van de Adriatische Zee onder zijn controle bracht, inclusief Istrië. De stad Triëst werd echter al in 1385 Habsburgs-Oostenrijks en was sindsdien de enige zeehaven van het Habsburgse Rijk, zij het in de schaduw van de Venetiaanse dominantie. Istrië bleef acht eeuwen lang onder Venetiaans gezag. Pas na de Franse tijd van begin 19e eeuw werd het schiereiland in 1815 tezamen met Dalmatië een deel van het Habsburgse Rijk.
Ook in de Habsburgs-Oostenrijkse tijd vormden Italianen de bovenklasse. De nationale emancipatie van de Slovenen en Kroaten kreeg eerst langzaam invloed op de bewoners van de landelijke gebieden, terwijl de steden hun Italiaanse karakter alleen maar versterkten. Daar bleef het Slavische element beperkt tot de arbeidersklasse. Naast Triëst zou ook Pola (Pula) een zee- en marinehaven met een Italiaanse allure worden. Tijdens de laatste periode van de Habsburgse dynastie was Istrië een geliefd toeristenoord en met name Abbazia (Opatija) een internationale badplaats voor de toenmalige jetset.

## Twintigste eeuw
In 1910 was de regio ook taalkundig gezien gemengd. Uit een Oostenrijkse telling bleek toen dat van de 404.309 inwoners van Istrië, 168.116 (41,6%) Servo-Kroatisch spraken, 147.416 (36,5%) Italiaans, 55.365 (13,7%) Sloveens, 13.279 (3,3%) Duits, 882 (0,2%) (Istro-)Roemeens, 2.116 (0,5%) spraken een andere taal en nog eens 17.135 (4,2%) waren niet in de census opgenomen omdat zij geen staatsburgers waren. Hierbij moet worden aangetekend dat de telling van 1910 bijzonder omstreden is geweest vanwege bewuste procedurele onzorgvuldigheid door Italiaansgezinde autoiteiten irredentisten. In grote delen is de telling zelfs overgedaan (1911), maar gesteld mag worden dat een derde deel van de bevolking Italiaansgezind was en de meesten daarvan Italiaans als eerste taal spraken. Zij woonden in de steden en omringende dorpen. Twee derde was Kroaat of Sloveen. Zij woonden vooral in het binnenland.

### Deel van Italië
Na afloop van de Eerste Wereldoorlog werd Istrië door de geallieerden aan Italië toegewezen. De Joegoslavische geschiedschrijving spreekt van een 'bezetting', die pas achteraf werd gelegaliseerd door het verdrag van Rapallo uit 1920. De fascistische staatsideologie legde aan de Kroatisch- en de Sloveenssprekende bevolking een gedwongen italianisering op. In deze periode werden Kroatische en Sloveense landeigenaren systematisch onteigend, het spreken van de eigen taal in het openbaar, en alle niet-Italiaanse openbare opschriften werden verboden, familienamen moesten veritaliaanst worden en zelfs op grafzerken werden niet-Italiaanse familienamen weggebeiteld en aangepast. Het niet-Italiaanstalig onderwijs werd opgeheven, de uitgave van andere dan Italiaanse boeken en kranten verboden en theaters gesloten. Intellectuelen zoals onderwijzers en priesters werden, als zij zich niet aanpasten aan de 'nieuwe orde' verbannen naar het zuiden van Italië. Openlijk verzet leidde tot gevangenschap in concentratiekampen als Gonars en Medea. Velen wachtten dat niet af en namen de wijk naar Joegoslavië. In hun plaats kwamen meer dan 70.000 Italianen naar Istrië. Deze kolonisatie werd aangeduid als 'etnische verbetering' van de regio. Door het verdwijnen van Kroaten en Slovenen en het binnenstromen van Italianen verschoven de bevolkingsverhoudingen: in 1939 was 55% van de bevolking Italiaanstalig, een getal waarin men de kolonisatie en ook de verplichte school-italianisering van de jongste generatie verdisconteerd ziet.

### Deel van Joegoslavië
Na de Tweede Wereldoorlog werd het overgrote deel van Istrië toegewezen aan Joegoslavië. In 1944 en 1945 zouden veel mensen het slachtoffer van wraak- en zuiveringsacties door de Tito-partizanen worden. Dat betrof veelal Italianen die van collaboratie, tijdens wat genoemd werd 'de Italiaanse bezetting', werden beschuldigd. Ieder die een functie in dienst van het voormalige staatsgezag had bekleed viel daar in principe onder. Naoorlogse propaganda, met name van Italiaanse neofascisten, spreekt over maximaal 20.000 vermoorde slachtoffers. Dit is een onwaarschijnlijk hoog aantal, maar vast staat dat bij massa-executies in het concentratiekamp Basovizza alleen al 5.000 Italianen omkwamen. Het geweld bracht een vluchtelingenstroom op gang van minstens 50.000 Italiaanse ambtenaren en kolonisten die hun leven niet meer zeker achtten, en anderen die vreesden ontslagen en onteigend te worden. Verder vertrokken tot april 1947 nog eens 130.000 Italianen, voornamelijk Italiaanssprekende autochtone Istriërs. Ten slotte gingen in 1955 en 1956 de laatste 20.000 weg, toen hun woongebied - de internationale Zone B - bezuiden Triëst definitief aan Joegoslavië werd toegewezen. Deze internationale zone werd aldus bij de deelrepubliek Slovenië gevoegd, waardoor Istrië nu verdeeld was over Kroatië en Slovenië. Dit alles in ruil voor het laten vallen van de aanspraak die Joegoslavië in 1945, met Russische steun, op Triëst had gemaakt. De Italiaans-Istrische vluchtelingen concentreerden zich in Triëst en zorgden daar lange tijd voor een Italiaans-nationalistische en anti-Joegoslavische stemming.
De uittocht van in totaal minstens 200.000 Italiaanse Istriërs leidde tot een ontvolking van Istrië. De bevolking van een stad als Pula werd tussen december 1946 en september 1947 gedecimeerd, toen 28.000 van de 32.000 inwoners vertrokken. De meesten verlieten de stad op 10 februari 1947, na de Vrede van Parijs, waarbij bepaald werd dat ook deze stad onder Joegoslavisch gezag zou komen. De steden kregen overigens snel nieuwe bewoners, waaronder ook veel Serviërs en Montenegrijnen. In dorpen eromheen bleef veel leegstand bestaan.

## Demografie

### Bevolking
Net zoals andere gebieden in Midden-Europa is Istrië etnisch gezien niet in enkele woorden samen te vatten. Om de etniciteit van de bewoners te benoemen worden termen als “Italiaans, “Kroatisch” of “Sloveens” gebruikt. Deze nationaliteiten hebben ieder hun invloed op Istrië gehad, naast en ook tegenover elkaar, totdat in 1945 een gewelddadige scheiding tussen Italianen en Joegoslaven plaatsvond.
Vanuit Istrië gezien kan de benaming Italiaan, en dan in negatieve zin, verwijzen naar de immigranten die tijdens het regime van Mussolini als kolonisten naar Istrië trokken. Na 1945 zijn zij overigens weer verdwenen. Het kan ook verwijzen naar de autochtone Romaans-Istrische bevolking langs de kust, die een variant van het dialect van Venetië spreekt. Slechts een klein deel van hen is na 1945 gebleven. Of het is een benaming voor de Slavisch-Istrische bevolking die in vorige generaties geassimileerd werd door de dominante Italiaanse cultuur, toen zij van het platteland naar de steden aan de kust verhuisden en zich daar aan de burgerlijke cultuur aanpaste. Deze "Italianen" zijn na 1945 of verdwenen, of (weer) aangepast aan de nu in Istrië dominante Kroatische dan wel Sloveense cultuur.
Slovenië ziet de Istriërs met het Kajkavisch dialect als Slovenen. Zo ook ziet Kroatië de Istriërs met een Čakavisch dialect als Kroatisch. Vele Istriërs zien zichzelf echter als Istriërs, zoals blijkt uit de steun voor de Istrische Democratische Assemblee.

### Taal
Het Kroatische woord voor Istriërs is Istrani of Istrijani (laatstgenoemde naam is Čakavisch, een Kroatisch dialect). Vandaag de dag bestaat er nog steeds een Italiaanse minderheid in Kroatisch-Istrië en hoewel dit een kleine groep is, is de provincie Istrië officieel tweetalig.
Dat wil niet meer zeggen dan dat alleen in enkele steden aan de kust ook een paar Italiaanstalige scholen zijn ingericht en kranten in het Italiaans verschijnen. In het openbaar bestuur aldaar heeft het Italiaans een bescheiden minderheidspositie.
Istrië kent twee eigen Romaanse talen: Het Istriotisch, een Italo-Westelijke taal, en het Istro-Roemeens, een oostelijke taal. Voornoemde talen hebben respectievelijk 1 000 en 555 à 1 500 sprekers.

## Geografie
Istrië heeft een kustlijn van 445 kilometer, samen met eilanden 539,9 kilometer. Aan de andere kant van de Adriatische Zee ligt Venetië en boven Istrië ligt de Golf van Kvarner. De regio ligt niet ver van de Julische Alpen af. Het westelijkste punt is Savudrija, het zuidelijkste punt is Premantura (Latijn: Promontorio).
De grond bestaat uit kalksteenplateau, met weinig water dankzij de karsttopografie. Het noordoostelijke deel van Istrië is een verlenging van de Dinarische Alpen. De hoogste bergtop is de Vojak in het Učka-gebergte (Italiaans: Monte Maggiore, 1401 meter boven zeeniveau). Een andere bergketen is de Ćićarija.
Istrië wordt ook wel verdeeld in het bijela Istrië, de witte bergtoppen; siva Istrië het grijze vruchtbare binnenland en crvena Istrië, het bloedrode gebied (terra rossa of crljenica) vlak bij de kustlijn.

### Steden
Enkele belangrijke plaatsen in Kroatisch-Istrië zijn (Italiaanse benaming ook gegeven) Pula (Pola), Poreč (Parenzo), Rovinj (Rovigno), Opatija (Abbazia), Pazin (Pisino), Labin (Albona), Motovun (Montona), Buzet (Pinguente) en Buje (Buie). Kleinere plaatsen zijn Višnjan (Visignano), Roč (Rozzo) en Hum (Colmo).

## Geologie
Istrië heeft meerdere populaire geologische bezienswaardigheden, waaronder de Grotten van Beredine vlak bij Poreč en een ondergrondse rivier in Pazin. Het Limski-kanaal is buiten Scandinavië de enige plek in Europa die gekenmerkt wordt als een fjord. Het is echter geen fjord in geologische zin aangezien het kanaal niet door een gletsjer gevormd is. De steengroeve vlak bij Rovinj (Italiaans: Rovigno) is specifiek bedoeld voor studie in de geologie. De langste rivier in Istrië, de Mirna (Mirna=zij de kalme in het Kroatisch en Sloveens), is slechts 32 kilometer lang en mondt uit in de Adriatische Zee bij Novigrad. Andere rivieren zijn de Dragonja, Pazinčica en de Raša.
De valleien en graslanden in het binnenland worden voornamelijk voor de landbouwproductie gebruikt, zoals granen en groenten. De rode aarde dichter bij de kust wordt gebruikt voor het verbouwen van druiven, olijven, vijgen en voor de wijnoogst. De Istrische landbouw concentreert zich op het verbouwen van biologisch voedsel zoals olijven en kwaliteitswijnen. De kustlijn heeft een rijke mediterrane vegetatie met pijnbomen, de groene macchi (vooral eiken en aardbeiboom). Een derde van het gebied is bedekt met bossen (voornamelijk eiken- en pijnbomen).

## Bezienswaardigheden
De diverse steden en plaatsen trekken veel toeristen. Hun historische architectuur onderscheidt zich niet van die in Italië. Ook het Limski-kanaal is bezienswaardig.
Bekende nationale parken zoals Brijuni en natuurpark Učka zijn wettelijk beschermde regio’s. Andere bezienswaardigheden zijn het Limski-kanaal, de bossen bij Motovun, de bossen Zlatni Rt Šijana vlak bij Pula, het beschermende natuurgebied Kamenjak in het zuiden van Istrië en het Paludreservaat (voor ornithologie) vlak bij Rovinj. Er zijn op de Brijuni-archipel ongeveer 680 plantensoorten, de archipel heeft ook een afwisselende vegetatie en olijfboomgaarden.

## Economie

### Toerisme
Massaal toerisme in Istrië gaat terug tot de tijd van de Romeinen, toen de Romeinse keizer Vespasianus een amfitheater in Pula bouwde, voor volksvermaak. Ten tijde van de Oostenrijks-Hongaarse overheersing in (1866) begon de Oostenrijkse en Hongaarse monarchie en aristocratie Istrië te bewonderen en te bezoeken, Poreč werd een gewilde reisbestemming. Met veel inspanning is er na de Tweede Wereldoorlog gewerkt aan de infrastructuur en de belangen van toerisme in de regio. Een combinatie van natuurlijke schoonheid, rijke geschiedenis en cultureel erfgoed zorgde voor gezonde en concurrerende diensten langs de westkust in steden als Poreč, Pula, Rovinj, Umag, Novigrad, en Vrsar. Istrië is vandaag de dag een belangrijk toeristenoord, met toeristen uit zowel West- als Centraal-Europa. Niet minder dan 27% van de toeristen die naar Kroatië gingen bracht zijn tijd door in de provincie Istrië, en 35% van de totale tijd die toeristen in totaal doorbrachten in Kroatië brachten zij door in deze regio.

## Klimaat
Istrië is in het noorden beschermd door de Alpen en het hoger gelegen binnenland. Het heeft een Mediterraan klimaat, met gunstige temperaturen tussen een gemiddelde van 5 °C in januari en een gemiddelde van 24 °C in augustus. Istrië heeft droge en warme zomers met meer dan 10 uur zonneschijn per dag. Meer dan 240 dagen per jaar is de temperatuur hoger dan 10 °C. Ondanks de lagere temperatuur in Istrië vergeleken met Dalmatië zorgt de Adriatische Zee voor veel verwarming, met temperaturen tot 26 °C in augustus, en op z’n koudst 9 °C à 11 °C in maart. Bevriezingen komen zelfs in de kleine ondiepe baaien weinig voor.
Tijdens de winter brengt de Bora (of bura) koud en helder weer vanuit het noorden. Vanuit het zuiden komt in de zomer brengt de Jugo (jug=zuid) regen. De Mistral blaast een zomerbries vanuit het binnenland naar de zee toe.

## Politiek
Sinds de invoering van het meerpartijenstelsel in 1990 heeft de regionale partij Istrische Democratische Assemblee (Kroatisch: Istarski Demokratski Sabor; Italiaans Dieta Democratica Istriana) een absolute meerderheid van de stemmen in de Kroatische provincie en 4 zetels in het Kroatische parlement. De partij streeft naar meer autonomie voor Istrië en heeft daardoor problemen met het centrale gezag in Zagreb.

## Verkeer en vervoer
Vanaf Triëst loopt langs de kust een weg tot aan Pula.
De belangrijkste doorgaande wegen in het Kroatische deel zijn de A8/B8 en de A9/B9, die samen de Istrische Y vormen.